# Битва на Середземному морі (1914—1918)
Війна на Середземному морі (1914—1918) — сукупність військових дій за часів Першої світової війни на морському просторі Середземного та прилеглих морів між військово-морськими силами Центральних держав (Австро-Угорщини, Німецької та Османської імперій) і країн Антанти (Італії, Франції, Греції, Японії, Російської та Британської імперій).

## Історія
6 серпня 1914 року між урядами Франції та Великої Британії була підписана морська угода, за умовами якої Париж визначався відповідальним за проведенням морських операцій в акваторії Середземного моря. Британський компонент флоту: один панцерний крейсер, чотири легких крейсери та 16 есмінців переходили під контроль французького Середземноморського флоту з базуванням на англійських ВМБ у Гібралтарі та на Мальті, які одночасно ставали відкритими для заходу кораблів французьких ВМС.
На початок активних бойових дій в акваторії Середземного моря французький флот мав значну перевагу в силах, і забезпечував в основному ескорт конвоям, що проходили в регіоні. Водночас, менший за розміром, але значно новішій австро-угорський флот забезпечував прикриття узбережжя в Адріатичному морі (зокрема від можливого вступу у війну Італії) й глибоких рейдів та вилазок флотськими силами не планував. Флот Німецької імперії також був представлений у цьому морському регіоні. Декілька кораблів базувались на базу в Полі, а у західній частині Середземномор'я перебували два німецьких бойових кораблі: лінійний крейсер «Гебен» та легкий крейсер «Бреслау». Ці кораблі обстріляли французькі позиції в Скікді та Боні у Французькому Алжирі й прорвались до Стамбула, де перейшли до влади Османської імперії.
11 серпня 1914 року після декларації Францією війни Австро-Угорщині, французький флот під командуванням адмірала О. д'Лапейрера увійшов до Великої гавані Мальти. За наказом вищого керівництва він мав здійснити усіма наявними силами рейд проти австро-угорських портів в Адріатичному морі. Адмірал вирішив завдати удару по австрійських кораблях, що провадили блокаду чорногорського узбережжя. 16 серпня франко-британський флот у битві біля Антіварі завдав першої морської поразки противникові, потопивши у швидкоплинному бою старий цісарський бронепалубний крейсер «Зента».
Протягом серпня сторони забезпечували вогневу підтримку наземним військам, що билися поздовж узбережжя. Військово-морські сили Австро-Угорщини обстрілювали сербські та чорногорські позиції. 9 числа корабельна артилерія додредноута SMS «Монарх» обстріляла французьку радіостанцію в Будві, а торпедний крейсер SMS «Пантера» гатив по позиціях на горі Ловчен. 17 серпня 1914 року SMS «Монарх» обстріляв радіостанцію армії Чорногорії поблизу Бара, а 19 числа — станцію біля Воловіці. Того ж дня, французька ескадра бомбардувала австрійські війська на Превлаці.
Надалі сторони утримувались від масштабного застосування своїх надводних морських сил, обмежуючись діями тільки підводних човнів. Так, 21 грудня цісарський підводний човен SM U-12 торпедував і важко пошкодив французький лінкор «Жан Барт». 27 квітня 1915 року австрійська субмарина SM U-5 потопила французький панцерний крейсер «Леон Гамбетта».
23 травня 1915 року Італія виступила на боці Антанти, а вже 24 травня зведена ескадра австро-угорського флоту на чолі з новітніми лінкорами «Вірібус Унітіс», «Теґеттгофф» та «Принц Євген», завдала удару по італійському місту Анкона.
Незабаром до італійського флоту приєднались деякі французькі та англійські кораблі, і хоча італійський флот значно перевищував за чисельністю австро-угорський, однак дії німецьких та цісарських підводних човнів звели до мінімуму дії союзників.
На початку 1915 року в Середземне море проникли перші німецькі підводні човни, які прорвавшись до Середземного моря, проходячи в підводному положенні під протичовновими сітками або в інтервалах між групами дрифтерів. За кампанію 1915 року вони потопили близько 100 торговельних суден противника (загальним тоннажем понад 500 тис. регістр. тонн), і тільки один німецький човен загинув.
Також значущою операцією флотів Антанти стала масштабна евакуація сербської армії, розбитої австро-німецько-болгарськими військами восени 1915 року. Австрійський флот не чинив серйозного опору евакуації.
Попри вступу у війну Італійського королівство з їхніми потужними військово-морськими силами, загальний розклад сил на Середземному морі в кампанію 1915 року суттєво не змінився, сторони продовжували утримуватись від великих битв та боїв, зберігаючи сили.